# 池田尚弘
池田尚弘（1940年1月17日—2021年1月3日）是一名日本前排球运动员。他在1964年夏季奥林匹克运动会中，参加了男子排球比赛并获得铜牌。他也参加了1966年亚洲运动会。